# 筒井 (青森市)
筒井（つつい）は、青森市中心部から見て南にある地域の地名。筒井一丁目から四丁目までがある。また、大字筒井がある。

## 地理
筒井一～四丁目と大字筒井は、青森市市街地東部の、駒込川と荒川にはさまれた場所にある。
筒井一～四丁目は、北は桜川、東は古館、南は大字筒井、西は浦町（字奥野）・浜田に接する。地域内のほとんどは住宅地である。幹線道路沿いには商店等もみられる。
大字筒井は、北は筒井（三、四丁目）、東は駒込、南は幸畑・大矢沢、西は浜田・妙見に接している。こちらもほとんどが住宅地である。小字には桜川と八ッ橋がある。

## 歴史
藩政時代から見える地名。もともと、大字筒井は津軽郡に属していた筒井村の領域であった。
- 1984年(昭和59年）11月11日 - 妙見・桜川地区の住居表示により、大字筒井字桜川の一部が桜川一～九丁目になる。
  - 桜川一～五丁目 筒井字桜川の一部
  - 桜川六丁目 筒井字桜川、浦町字奥野の各一部
  - 桜川七～九丁目 筒井字桜川の一部
- 1991年(平成3年)11月5日 - 奥野・幸畑地区の住居表示により、筒井字桜川と同字八ッ橋の各一部が奥野三・四丁目となる。
  - 奥野三丁目 浦町字奥野、筒井字桜川の各一部
  - 奥野四丁目 浦町字奥野、筒井字八ツ橋の各一部
- 2002年(平成13年)11月26日 - 筒井・古館地区の住居表示により、筒井字八ッ橋と同字桜川の各一部が筒井一～四丁目となる。
  - 筒井一～三丁目 筒井字八ツ橋の一部
  - 筒井四丁目 筒井字桜川の一部

## 交通

### 鉄道
- 青い森鉄道線 筒井駅

### 道路
- 国道7号青森環状道路
- 青森県道青森田代十和田線

### バス
- 青森市営バス
  - 横内環状線・桑原線
    - （停留所）青森高校前・筒井駅前・下筒井・中筒井 等

  - 学校教育センター線
    - （停留所）聴覚障害者センター前

## 主な施設等
- 青森市立筒井小学校
- 青森市立筒井南小学校
- 青森南簡易郵便局
- 青森中筒井郵便局
- 筒井保育園
- 八ッ橋保育園
- ユニバース筒井店

※ 青森銀行筒井支店は2021年1月25日同行松原通り支店に統合された（店舗統合・移転のお知らせ｜青森銀行）。みちのく銀行筒井支店は2020年3月9日に同行桜川支店内に移転した（店舗統合・移転のお知らせ みちのく銀行）。